# Geminispora
Geminispora — рід грибів родини Phyllachoraceae. Назва вперше опублікована 1893 року.

## Класифікація
До роду Geminispora відносять 2 види:
- Geminispora derridis
- Geminispora mimosae